# Olivia Price
Olivia Price (Darlinghurst, 2 augustus 1992) is een Australisch zeilster. Ze vertegenwoordigde Australië op de Olympische Zomerspelen 2012, waar ze een zilveren medaille won.
Price nam in 2012 een eerste keer deel aan de Olympische zomerspelen. Curtis was de jongste Australische zeilster op deze Olympiade. In de matchrace in de Elliott 6m kwalificeerden Olivia Price (als schipper), Nina Curtis en Lucinda Whitty zich voor de finale. In deze finale moesten ze echter met 3-2 het onderspit delven tegen de Spaanse boot. 

## Palmares
Elliott 6m
- 2010:  WK matchrace
- 2011: 8e WK matchrace
- 2012: 5e WK matchrace
- 2012:  OS Londen